# Guyon Lefort
 (août 2014).
Si vous disposez d'ouvrages ou d'articles de référence ou si vous connaissez des sites web de qualité traitant du thème abordé ici, merci de compléter l'article en donnant les références utiles à sa vérifiabilité et en les liant à la section « Notes et références ».
Guyon Lefort (né en Hollande - 7 mars 1603, Atjeh) est un navigateur français. Il effectue au XVIe siècle des voyages aux Indes, et en Ceylan.

## Biographie

### Famille
Originaire d'une famille protestante de Vitré. Sa famille est affiliée aux de Moucheron.
Pierre de Moucheron au milieu du XVIe siècle fut marchand à Middlebourg et à Anvers. Il est le père de Balthasar de Moucheron, et de Marguerite de Moucheron (+ 12 février 1614 à La Croixille).
Guyon Lefort est le fils de François Lefort, de Vitré et de Marguerite de Moucheron. Son frère Pierre (+ 1er juin 1601 à Vitré) est marié à Suzanne Le Febvre. Pierre, le fils de ces derniers, baptisé le 25 janvier 1594 à Vitré, fut dans les années 1620-1630 marchand à Amsterdam. Il se maria à Anvers. Son fils Jean, né à Amsterdam, se fixa dans les années 1650 à Nantes.

### Expédition
Il est membre de l'expédition partie de Middlebourg en 1598. Les deux navires étaient le Leeuw et le Leeuwin commandés respectivement par Cornelis de Houtman et Frederik de Houtman.
Cornelius de Houtman est le commandant, avec Pieter Stockman comme captaine, et Guyon Lefort comme trésorier du Leeuw. Les navires sont attaqués à Atjeh : 68 morts dont Cornelis de Houtman, Frédérick est blessé. Fait prisonnier, puis libéré porteur d'une lettre du roi d'Atjeh, Lefort devient le chef de l'expédition, et ramène les 2 navires en Hollande en juillet 1600.
Joris van Spilbergen partit pour l'Asie le 5 mai 1601, à la tête d'une flotte de 3 navires, le Ram, le Schaap et le Lam, de la compagnie de Moucheron (une compagnie marchande avant la création de la Compagnie néerlandaise des Indes orientales). Lefort commande le Ram en 1601. Il rencontre ses compatriotes de la Compagnie française des mers orientales dans la baie de Saint-Augustin à Madagascar. Il rejoint la flotte néerlandaise à Batticaoloa (Ceylan) le 3 juillet 1601.
Spilbergen rencontra le roi de Kandy (Sri Lanka) Vimala Dharma Suriya en 1602 et discuta de la possibilité de faire commerce de cannelier de Ceylan. Lefort meurt à Atjeh le 7 mars 1603 après avoir été accusé par Joris van Spilbergen de tentative de conspiration, et relevé de ses charges.